# 皇建 (北斉)
皇建（こうけん）は、南北朝時代の北斉において、孝昭帝の治世に使用された元号。560年8月 - 561年11月。

## 西暦・干支との対照表
| 皇建 | 元年  | 2年   |
| 西暦 | 560年 | 561年 |
| 干支 | 庚辰  | 辛巳  |